# Cheryl L. Clarke
 (octobre 2020).
Le contenu est difficilement compréhensible vu les erreurs de traduction, qui sont peut-être dues à l'utilisation d'un logiciel de traduction automatique.
Cheryl L. Clarke, née le 16 mai 1947 à Washington (États-Unis), est une poétesse, essayiste, universitaire américaine et militante de la communauté féministe afro-américaine et LGBT.  
Retirée de son travail dans l'enseignement supérieur, elle est toujours affiliée au deuxième cycle du département des femmes et des études de genre de l'université Rutgers du New Jersey. Elle fait partie du conseil de la Newark Pride Alliance,. 

## Biographie
Fille d'Edna Clarke et de James Sheridan Clarke, un vétéran de la Seconde Guerre mondiale, Cheryl naît et grandit à Washington (district de Columbia), avec ses quatre sœurs et un frère. Catholique pratiquante, sa famille descend d'esclaves affranchis qui avaient émigré dans la capitale après la Guerre de Sécession. Son père, fonctionnaire démocrate, travaille pour le National Bureau of Standards pendant 33 ans, considéré comme le « maire » d'un quartier de la section nord-ouest de Washington. Les deux parents de Cheryl L. Clarke ont fait l'expérience de la ségrégation avec les Lois Jim Crow, et élèvent leurs enfants avec un sens aigu de la justice sociale, qui forge le militantisme politique de leur fille.
Sa sœur cadette est la romancière Breena Clarke (en), avec qui Clarke organise chaque été le Festival Hobart des femmes écrivains. Ce festival  récompense la littérature des femmes afro-américaines, l'afroféminisme lesbien et le Black Arts Movement aux États-Unis.
À l'âge de 13 ans, Cheryl L. Clarke franchit un piquet de grève de militants afro-américains protestant contre la ségrégation chez Woolworth's sur la 14e rue, estimant qu'il s'agit d'un acte rebelle. Sa mère, membre du syndicat, lui aurait ensuite dit de ne plus jamais franchir un piquet de grève, l'informant du rôle de l'action politique directe dans le mouvement des droits civiques. À 16 ans, en 1963, Clarke est autorisée par ses parents à assister à la Marche sur Washington pour l'emploi et la liberté avec eux. La veille de la marche, alors qu'elle tente de connaître l'itinéraire, elle rencontre Martin Luther King, Jr..
Cheryl L. Clarke fréquente les écoles paroissiales du district de Columbia et est acceptée à l'Université Howard en 1965. Elle obtient un Bachelor of Arts (licence) en littérature anglaise en 1969. Par la suite, elle est acceptée à l'Université Rutgers, obtenant un Master of Arts (master) en 1974, un Master of Social Work en 1980 et un Ph.D (doctorat) en 2000. Là-bas, elle commence à travailler en 1970, en tant qu'administratrice des services aux étudiants. À Rutgers, Clarke est pionnière de la programmation parascolaire, rendant l'université plus accessible aux étudiants de couleur et LGBTQ. En 1992, elle est nommée directrice fondatrice de la Diverse Community Affairs and Lesbian / Gay Concerns, devenue le Bureau de l'éducation à la justice sociale et des communautés LGBTQ en 2004. Doyenne des étudiants du campus Livingston de l'Université Rutgers de 2009 à 2013, Clarke prend sa retraite en 2013, après 41 ans dans l'enseignement supérieur.

### Vie privée
Cheryl L. Clarke vit et écrit à Jersey City. Avec sa compagne, Barbara Balliet, elle est copropriétaire de Bleinheim Hill Books, une librairie de livres rares et d'occasion à Hobart.

## Œuvres

### Poésie
- Poems in the Tradition of Black Women (initialement auto-publié en 1981 et distribué par Kitchen Table: Women of Color Press en 1982)
- Firebrand Books Living as a Lesbian (1986)
- Humid Pitch (1989)
- Experimental Love (1993)
- By My Precise Haircut (publié par The Word Works Books of Washington DC en 2016, une presse engagée dans la publication de poésie contemporaine)

### Articles et essais
Cheryl L. Clarke publie « After Mecca - Women Poets and the Black Arts Movement » avec Rutgers University Press en 2005. C'est la première étude sur le genre qui rend plus visible les contributions des femmes noires à un domaine reconnaissant traditionnellement les hommes noirs. Elle publie aussi « Days of Good Looks » : « Prose and Poetry », 1980–2005 (Carroll & Graf Publishing, 2006), un recueil qui représente 25 ans d'écriture publiée.
L'auteure a fait partie du collectif éditorial de Conditions, et a été publiée dans de nombreuses anthologies, revues, magazines et journaux, entre autres :
- Conditions 5, The Black Women's Issue (1979)
- This Bridge Called My Back : Writings by Radical Women of Color (1982)
- Home Girls : A Black Feminist Anthology (1984)
- The Black Scholar
- The Kenyon Review
- Feminist Review of Books
- Belles Lettres
- The Gay Community News

## Idées

### Le lesbianisme comme idéologie politique
Dans Lesbianism : an Act of Resistance, publié à l'origine en 1981 dans l'anthologie féministe This Bridge Called My Back : Writings by Radical Women of Color, Cheryl L. Clarke tente d'élargir les catégories ce que signifie le lesbianisme. Plutôt que de définir une lesbienne uniquement comme une femme qui a des relations sexuelles avec d'autres femmes, Clarke insiste sur le fait qu'« il n'y a pas un seul type de lesbienne, pas un seul type de comportement lesbien et pas un seul type de relation lesbienne ». Pensant à la « lesbienne » comme un continuum, elle fait de la place aux femmes qui peuvent avoir des relations sexuelles et émotionnelles avec des femmes mais s'identifient à d'autres étiquettes (bisexuelles, par exemple). De la même manière, elle redéfinit le lesbianisme « en tant qu'idéologique politique et moyens philosophiques de libération de toutes les femmes de la tyrannie hétérosexuelle ». Parce qu'elle imagine le lesbianisme comme étant en opposition à la tyrannie masculine et à l'hétéronormativité, elle le définit comme la résistance, peu importe comment une femme la pratique réellement dans son la vie.

### L'Homophobie de la communauté noire
Le livre Home Girls: A Black Feminist Anthology comprend l'un des essais de Clarke, intitulé «The Failure to Transform: Homophobia in the Black Community» (1983). Cet essai est une critique littéraire publiée avec les textes de LeRoi Jones, Préface à une vingtaine Volume Suicide Note (1961), de Michele Wallace, Black Macho and the Myth of the Superwoman (1979) et The Myth of the Superwoman (1981). Clarke soutient que l'homophobie n'est pas propre à la communauté noire, mais postule une culture homophobe plus large. Ce texte est destiné aux hommes noirs, qui, selon Clarke, perpétuent l'homophobie et les concepts suprémacistes blancs et anti-noirs. Elle critique spécifiquement « l'homme noir intellectuel » pour s'être vu comme le libérateur de la communauté noire en perpétuant l'homophobie et en écartant les lesbiennes noires, jugées nuisibles à la famille noire et à la nation noire. Clarke affirme que les femmes intellectuelles noires ont exclu les lesbiennes noires en niant subtilement la féminité des lesbiennes noires, ce qu'elle appelle « l'homophobie par omission ». La théoricienne démontre ainsi dans son texte l'oppression et l'exclusion des femmes lesbiennes noires du mouvement de libération des Noirs.
Cheryl L. Clarke conclut que les personnes noires doivent s'engager contre l'homophobie dans leur communauté, par des discussions avec les défenseurs de la libération des gays et des lesbiennes, en confrontant les attitudes homophobes intériorisées, et en comprenant comment ces attitudes empêchent se libérer pleinement.

## Communauté
Cheryl L. Clarke a siégé dans plusieurs conseils d'administration et d'organisations communautaires, notamment le New York Women Against Rape (1985), le New Jersey Women and AIDS Network, le Center for Lesbian and Gay Studies au CUNY Graduate Center, et l'Astraea Lesbian Foundation for Justice. Actuellement, elle est membre du conseil d'administration de la Newark Pride Alliance, une organisation à but non lucratif destinée à la promotion et à la programmation LGBTQ dans la ville de Newark.
Elle fait également partie du Black feminism, un mouvement féministe né aux États-Unis dans les années 1960-1970, lors du mouvement des droits civiques. Il se caractérise par l'intersectionnalité des luttes féministes et anti-racistes, afin d'élaborer un point de vue spécifique tant à l'intérieur du mouvement féministe que du mouvement du Black nationalism.